# Helodon apoina
Helodon apoina är en tvåvingeart som först beskrevs av Ono 1977.  Helodon apoina ingår i släktet Helodon och familjen knott. Inga underarter finns listade i Catalogue of Life.